# Grand opéra
El grand opéra es un subgénero de ópera francesa caracterizado por sus grandes proporciones: temas históricos, abundancia de personajes, orquesta inmensa, caras escenografías, vestuarios suntuosos y efectos escénicos espectaculares. Otras características son la fluidez de la música (ya que se utiliza el recitativo acompañado por orquesta en vez del recitativo seco o diálogo hablado), suele dividirse en cuatro o cinco actos y es norma incluir al menos un ballet. Sus primeros títulos datan de los años 20 y 30 del siglo XIX y cayó definitivamente en desuso tras la I Guerra Mundial.

## Historia
En los albores del siglo XIX, París acogió a muchos compositores franceses y extranjeros, especialmente compositores de ópera. Esta combinación cosmopolita de influencias, contribuyó a la formación del grand opéra. Los italianos, especialmente Luigi Cherubini, demostraron que el recitativo se ajustaba al poder dramático de las óperas que se estaban creando. Otros compositores, como Gaspare Spontini, se dedicaron a escribir para la gloria de Napoleón, expresándose con obras grandilocuentes, a la medida del emperador. A esto se sumó la capacidad de los teatros de ópera parisinos para montar estas obras y la larga tradición francesa de ballet y la escena. Todas estas influencias provocaron la aparición de este estilo a finales de los años 1820.
Las primeras óperas que se compusieron siguiendo estos patrones fueron La Muette de Portici (1828) de Auber; Guillaume Tell (1829), la última ópera de Rossini; y La Juive (1835) de Halévy. Aunque no fueran óperas poco populares, tampoco causaron un gran revuelo; a pesar de eso, ahora se las considera las más influyentes, y quizás las mejores, óperas en su estilo. Posteriormente, se compusieron otros ejemplos notables y populares como Faust (1859) de Charles Gounod, y Les Troyens de Hector Berlioz (compuesta entre 1856 y 1858, pero no estrenada al completo en vida del compositor).
El compositor más ligado al grand opéra es Giacomo Meyerbeer, compositor judío de origen alemán que se dio a conocer en la escena parisina con Robert le diable en 1831. Le siguió su obra maestra, Les Huguenots, en 1836. Sus obras fueron éxitos de taquilla y crítica.
La conmoción llegó hasta Alemania, donde un joven Wagner compuso Rienzi (1842).
Al final se produjo una reacción contra los excesos del estilo, y los compositores tendieron a crear otro tipo de obras, aunque continuaba la tendencia a utilizar algunos de los elementos antes vistos. Muchas óperas se catalogan como grand opéra, aunque formalmente carezcan de todos sus elementos o hayan sido compuestas fuera de su marco histórico. Quizás los ejemplos más conocidos y populares son Aida y Don Carlo, de Giuseppe Verdi, que conservan la majestuosidad, el tamaño, los ballets y la fluidez musical de la grand opéra.